# Jürgen Marcus
Jürgen Marcus, cuyo nombre real es Jürgen Beumer (Herne, 6 de junio de 1948-Múnich, 29 de mayo de 2018) fue un cantante alemán de Schlager.
Jürgen Marcus formó parte de varios grupos musicales en los años 1960. En 1969 interpretó el papel de "Claude" en la comedia musical "Hair" y en 1970 participó en la versión alemana de "El Cóndor Pasa".
Fue elegido por RTL (Radio Télévision Luxembourg) para representar a Luxemburgo en el Festival de la Canción de Eurovisiòn de 1976 con el título Chansons pour ceux qui s'aiment, compuesto por Jack White, y con letra de Fred Jay y Vline Buggy. Terminó en el puesto 14 con un total de 17 puntos.
Falleció el 29 de mayo de 2018 víctima de la enfermedad pulmonar obstructiva crónica.

## Selección de sencillos
- Nur Du (1970)
- Du bist mein ganzes Leben (1971)
- Nur Liebe zählt (1971)
- Warum kann ich deine Liebe nicht vergessen? (1971)
- Eine neue Liebe ist wie ein neues Leben (1972)
- Ein Festival der Liebe (1973)
- Schmetterlinge können nicht weinen (1973)
- Irgendwann kommt jeder mal nach San Francisco (1973)
- Grand Prix d'amour (1974)
- Ich hab' die Liebe nicht erfunden (1974)
- Ein Engel, der mich liebt (1975)
- Ein Lied zieht hinaus in die Welt (1975)
- Auf dem Karussell fahren alle gleich schnell (1975)
- Komm mit - auf die Sonnenseite der Straße (1976)
- Chansons pour ceux qui s´aiment (1976)
- Der Tingler singt für euch alle (1976)
- Auf dem Bahnhof der vielen Gleise (1976)
- Die Uhr geht vor - du kannst noch bleiben (1976)
- Lass mich doch raus aus deiner Jacke (1977)
- Das weiß die ganze Nachbarschaft (1977)
- Was hast du heute abend vor? (1977)
- Davon stirbt man nicht! (1978)
- Lucia-ah (1979)
- Schlaf heute hier (1979)
- Ein Lächeln (1980)
- Unser Leben (1980)
- Engel der Nacht (1981)
- Du (1981)
- Wenn du liebst (1981)
- Ich würde gerne bei dir sein (1982)
- Das Lied vom Glücklichsein (1982)
- Die Sterne lügen nicht (1983)
- Ich lieb dich mehr (1984)
- Ich hab dich gesehn (1986)
- Liberation Day (1988)
- Nochmal mit dir (2004)
- Ich glaub' an die Welt - Álbum (2004)
- Ich glaub' an die Welt (2004)
- Ich bereue nichts (2005)
- Geh mit der Sonne (2005)
- Nur mein Herz weint (2006)